# Oblast Orenburg
Koordinaten: 52° 0′ N, 55° 30′ O
Die Oblast Orenburg (russisch Оренбургская область/ Orenburgskaja oblast) ist eine Oblast im südlichen Russland. Die Region wird jedoch sowohl nördlich als auch südlich von Republiken anderer Völker eingerahmt und stellt einen Teil eines „russischen Siedlungsgürtels“ auf dem Weg nach Asien dar.

## Geografie
Im Süden der Oblast Orenburg verläuft eine sehr lange Grenze mit Kasachstan. Sie grenzt im Westen an die Oblast Samara und im Osten an die Oblast Tscheljabinsk. Nördlich und nordöstlich schließlich liegt Baschkortostan, ein kleines gemeinsames Grenzstück verläuft im Norden zur autonomen Republik Tatarstan.
Die Oblast umfasst die südlichen Ausläufer des Uralgebirges, wichtigster Fluss ist der Ural.

## Geschichte
Das Gouvernement Orenburg war seit 1744 eine Verwaltungseinheit des Russischen Reiches und gehörte von 1917 bis 1925 innerhalb Sowjetrusslands zur Kasachischen ASSR. Am 14. Mai 1928 wurde das Gouvernement Orenburg aufgelöst. Von 1938 bis 1957 wurde die Oblast Orenburg als Oblast Tschkalow bezeichnet, in Erinnerung an den gleichnamigen sowjetischen Piloten.

## Wirtschaft
Wichtigste Wirtschaftszweige der Region sind die Erdöl- und Erdgasförderung sowie die Raffination des Erdöls.

## Bevölkerung
Bei den russischen Volkszählungen in den Jahren 2002 (Höchststand) und 2021 gab es eine Bevölkerungszahl von 2.179.551 respektive 1.862.767 Bewohnern. Somit sank die Einwohnerzahl in diesen neunzehn Jahren um 316.784 Personen (−14,53 %). In Städten wohnten 2021 1.111.684 Menschen. Dies entspricht 59,68 % der Bevölkerung (in ganz Russland 75 %). Die Verteilung der verschiedenen Volksgruppen sieht folgendermaßen aus:
| Nationalität    | VZ 1989   | Prozent | VZ 2002   | Prozent | VZ 2010   | Prozent | VZ 2021   | Prozent |
| --------------- | --------- | ------- | --------- | ------- | --------- | ------- | --------- | ------- |
| Russen          | 1.568.442 | 72,26   | 1.611.509 | 73,94   | 1.519.525 | 74,74   | 1.380.674 | 79,29   |
| Tataren         | 158.564   | 7,30    | 165.967   | 7,61    | 151.492   | 7,45    | 116.605   | 9,57    |
| Kasachen        | 111.477   | 5,14    | 125.568   | 5,76    | 120.262   | 5,92    | 107.734   | 6,19    |
| Baschkiren      | 53.339    | 2,46    | 52.685    | 2,42    | 46.696    | 2,30    | 36.181    | 2,08    |
| Mordwinen       | 68.879    | 3,17    | 52.458    | 2,41    | 38.682    | 1,90    | 18.300    | 1,05    |
| Ukrainer        | 102.017   | 4,70    | 76.921    | 3,53    | 49.610    | 2,44    | 16.639    | 0,96    |
| Armenier        | 2.055     | 0,09    | 10.574    | 0,49    | 10.547    | 0,52    | 8.747     | 0,50    |
| Deutsche        | 47.556    | 2,19    | 18.055    | 0,83    | 12.165    | 0,60    | 6.258     | 0,36    |
| Tschuwaschen    | 21.454    | 0,99    | 17.221    | 0,79    | 12.492    | 0,61    | 6.090     | 0,35    |
| Aserbaidschaner | 3.398     | 0,16    | 7.802     | 0,36    | 7.421     | 0,37    | 5.714     | 0,33    |
| Belarussen      | 10.803    | 0,50    | 9.182     | 0,42    | 5.590     | 0,27    | 2.014     | 0,12    |
| Einwohner       | 2.170.692 | 100,00  | 2.179.551 | 100,00  | 2.033.072 | 100,00  | 1.862.767 | 100,00  |

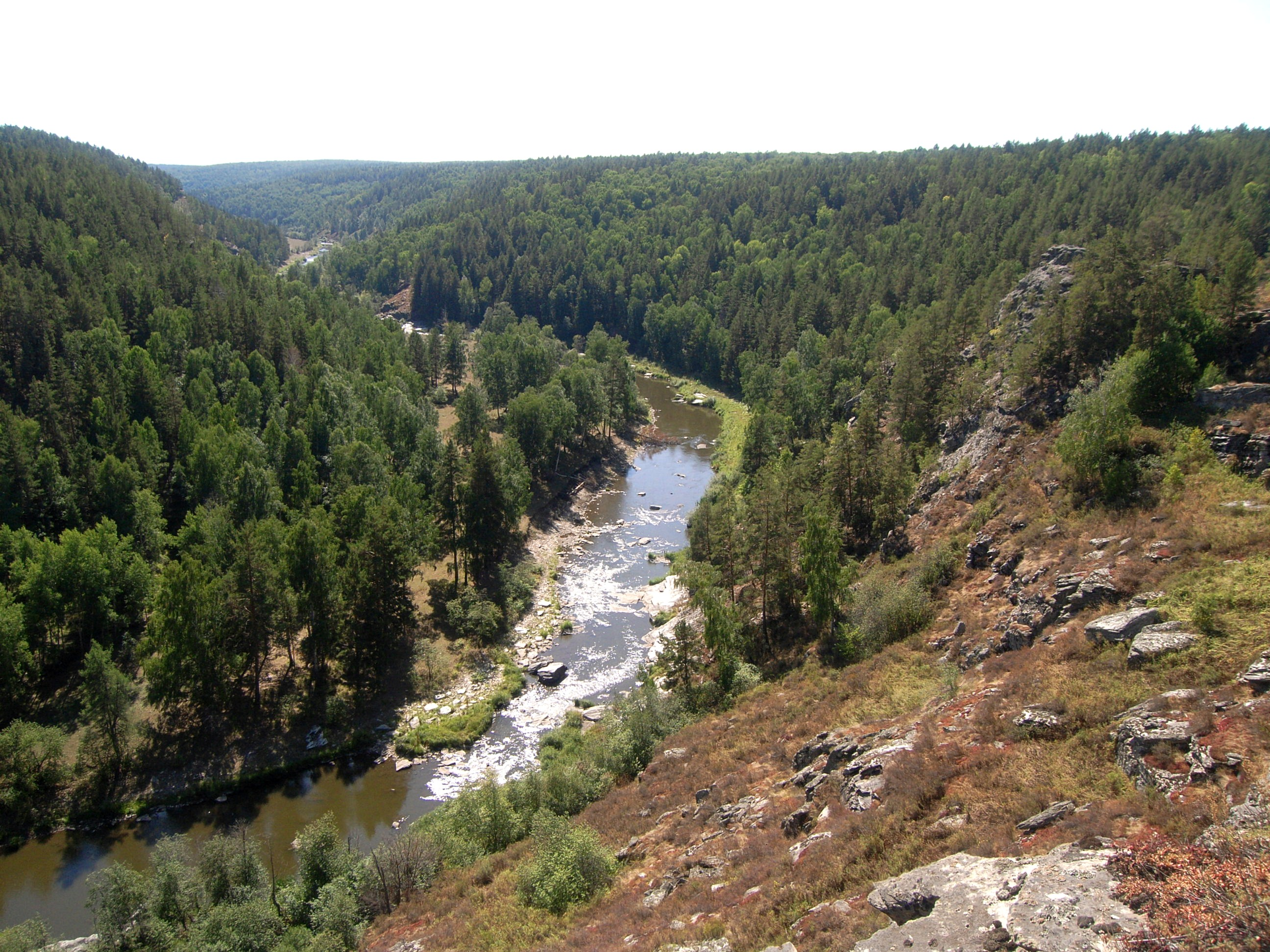
Blick auf den Fluss Sakmara

Anmerkung: die Anteile beziehen sich auf Gesamtzahl der Einwohner. Also mitsamt dem Personenkreis, der keine Angaben zu seiner ethnischen Zugehörigkeit gemacht hat (2002 2.854, 2010 30.449 und 2021 121.578 Personen)
Die Bevölkerung des Gebiets besteht zu rund 79 % aus Russen. Die Tataren, Kasachen, Ukrainer, Baschkiren, Mordwinen, Tschuwaschen und Russlanddeutschen sind die bedeutendsten ethnischen Minderheiten in der Oblast Orenburg. Die Zahl der Ukrainer, Mordwinen, Tschuwaschen, Russlanddeutschen und Belarussen sinkt allerdings stark. Ausnahmen unter den größten Volksgruppen sind die Tataren, Kasachen und Baschkiren, deren Zahl nur leicht steigt oder sinkt. Aus dem Transkaukasus und Zentralasien sind seit dem Ende der Sowjetunion Zehntausende Menschen zugewandert. Nebst den oben aufgeführten Nationalitäten auch viele Usbeken (1989 1746, 2010 4964 und 2021 5942 Personen) und Tadschiken (1989 411, 2010 4093 und 2021 5080 Personen).
Darüber hinaus lebt noch eine kleine Minderheit an Russlanddeutschen in der Oblast. Sie besiedeln (oder besiedelten vor ihrer Auswanderung nach Deutschland) vor allem das Grenzgebiet zu Kasachstan rund um Sol-Ilezk sowie die Rajons Krasnogwardeiski (Kolonie Neu Samara), Alexandrowka und Nowosergijewka im nordwestlichen Teil der Oblast.

## Religion
Katholische Pfarreien bestehen in Buguruslan, Orenburg und Orsk. Sie gehören zum Bistum St. Clemens in Saratow.

## Verwaltungsgliederung und Städte
Die Oblast Orenburg gliedert sich in 35 Rajons und neun Stadtkreise. Einen der Stadtkreise bildet die „geschlossene Stadt“ (SATO; mit dem Status einer Siedlung städtischen Typs) Komarowski. Insgesamt gibt es in der Oblast zwölf Städte, darunter neben dem Verwaltungszentrum Orenburg, als weitere Großstadt Orsk, sowie Nowotroizk, Busuluk und Buguruslan. Die einzige Großstadt in der Oblast neben Orenburg selbst ist die Bergbaustadt Orsk im äußersten Osten der Oblast. Andere Städte sind Nowotroizk, Busuluk und Sol-Ilezk.

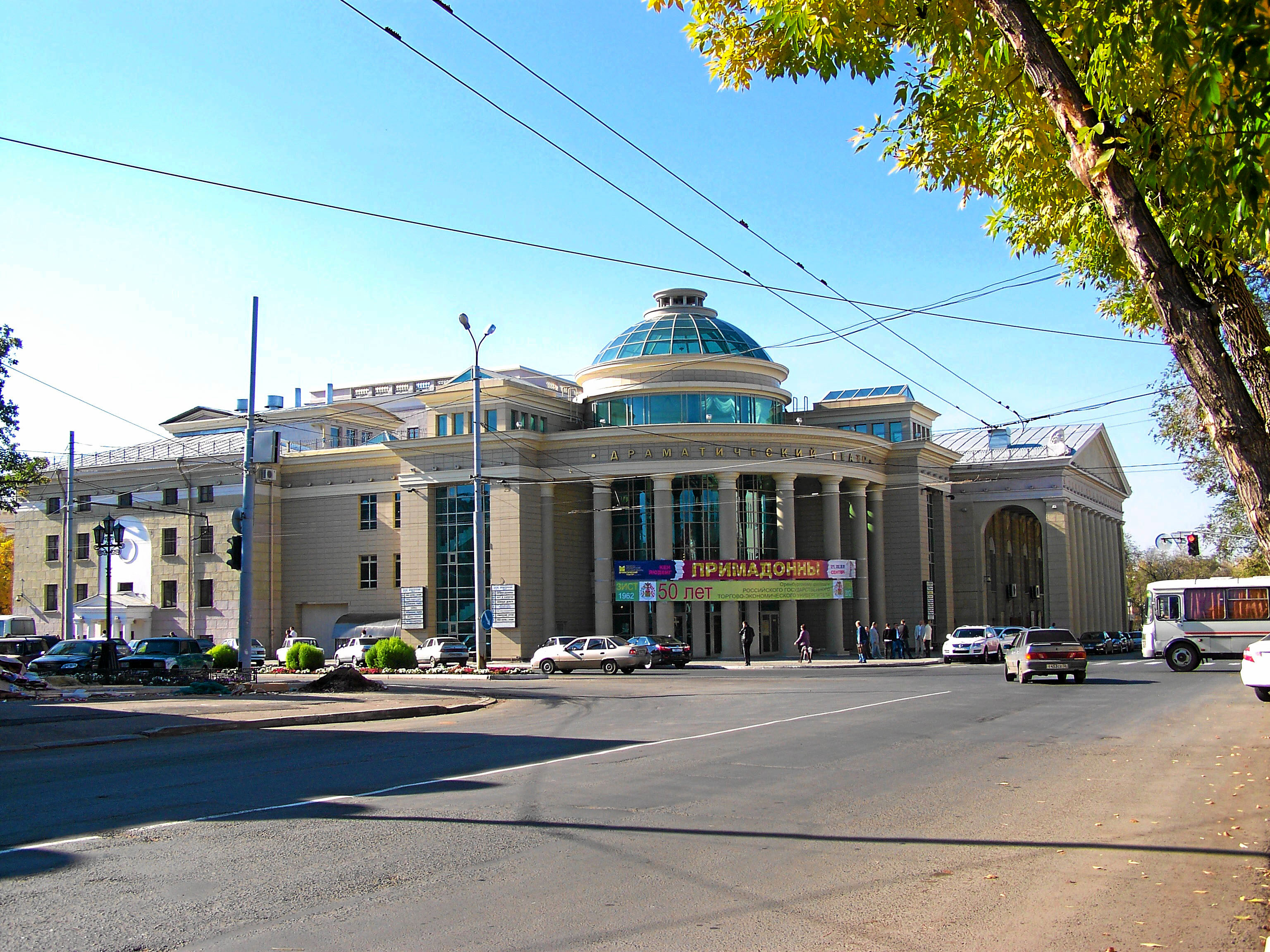
Das Staatliche Schauspielhaus in Orenburg

| Stadt/Städt. Siedlung* | Russisch    | Stadtkreis/Rajon  | Einwohner (14. Oktober 2010) | Wappen | Lage                 |
| ---------------------- | ----------- | ----------------- | ---------------------------- | ------ | -------------------- |
| Abdulino               | Абдулино    | Abdulino          | 20.173                       |        | 53° 41′ N, 53° 39′ O |
| Buguruslan             | Бугуруслан  | Stadtkreis        | 49.741                       |        | 53° 37′ N, 52° 25′ O |
| Busuluk                | Бузулук     | Stadtkreis        | 82.904                       |        | 52° 46′ N, 52° 16′ O |
| Gai                    | Гай         | Stadtkreis        | 38.301                       |        | 51° 28′ N, 58° 27′ O |
| Jasny                  | Ясный       | Jasny             | 17.363                       |        | 51° 2′ N, 59° 52′ O  |
| Komarowski*            | Комаровский | Stadtkreis (SATO) | 8.064                        |        | 51° 2′ N, 59° 52′ O  |
| Kuwandyk               | Кувандык    | Kuwandyk          | 26.169                       |        | 51° 29′ N, 57° 21′ O |
| Mednogorsk             | Медногорск  | Stadtkreis        | 27.292                       |        | 51° 24′ N, 57° 35′ O |
| Nowotroizk             | Новотроицк  | Stadtkreis        | 98.173                       |        | 51° 12′ N, 58° 18′ O |
| Orenburg               | Оренбург    | Stadtkreis        | 548.331                      |        | 51° 46′ N, 55° 6′ O  |
| Orsk                   | Орск        | Stadtkreis        | 239.800                      |        | 51° 12′ N, 58° 34′ O |
| Sol-Ilezk              | Соль-Илецк  | Sol-Ilezk         | 28.377                       |        | 51° 10′ N, 54° 59′ O |
| Sorotschinsk           | Сорочинск   | Stadtkreis        | 29.249                       |        | 52° 26′ N, 53° 9′ O  |